# Hispaniolavaktelduva
Hispaniolavaktelduva (Geotrygon leucometopia) är en fågel i familjen duvor inom ordningen duvfåglar.

## Utseende och läte
Hispaniolavaktelduvan är en 28 cm lång gråaktig duva med distinkt purpurglans på ryggen. Manteln är purpurfärgad, ofta även ner på bröstsidorna, medan övergumpen är blå och stjärten svart. Vingarna är bruna med rostfärgade kanter på handpennorna. Huvudet är mörkgrått med kontrasterande vit panna. Undersidan är gråaktig, mot undersidan av stjärten varmt ockrafärgad. Lätet är ett utdraget "coo-o-o". Liknande kubavaktelduvan (G. caniceps) har helgrått huvud och avvikande läte.

## Utbredning och systematik
Fågeln förekommer enbart på Hispaniola, i Dominikanska republiken. Den behandlas som monotypisk, det vill säga att den inte delas in i några underarter. Hispaniolavaktelduvan ansågs tidigare vara en underart till Geotrygon caniceps. 

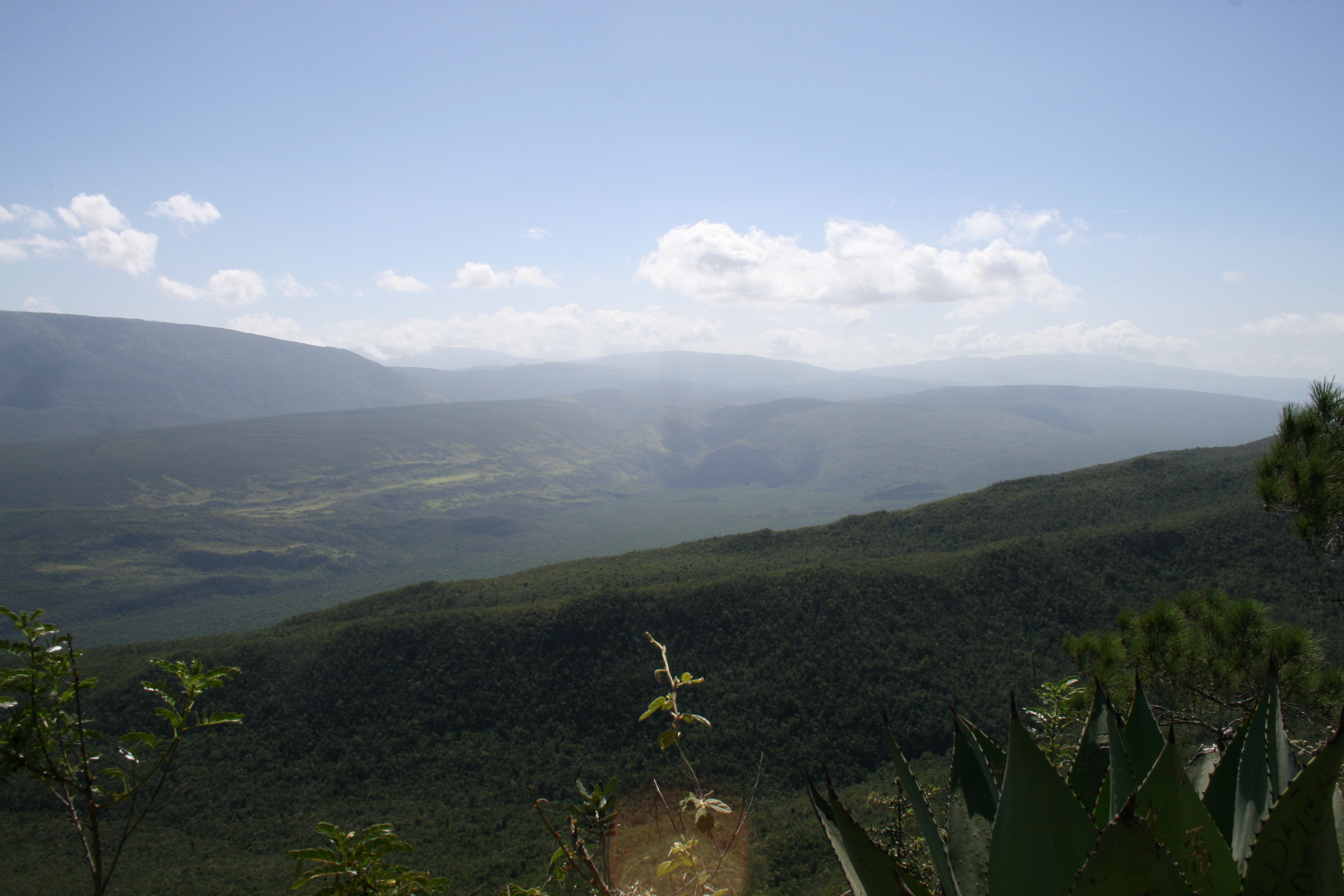
Sierra de Baoruco på Hispaniola är fågelns numera starkaste fäste.

## Status och hot
Hispaniolavaktelduvan har en mycket liten världspopulation bestående av uppskattningsvis endast 600–1 500 vuxna individer. Den tros också minska i antal till följd av habitatförlust, predation och jakt. Fågeln är därför upptagen på internationella naturvårdsunionen IUCN:s röda lista över hotade arter, kategoriserad som starkt hotad (EN).